# 태평회맹도
태평회맹도(太平會盟圖)는 조선시대 임진왜란때 공을 세운 호성공신(扈聖功臣)과 선무공신(宣武功臣)들을 그린 관찬(官撰) 병풍이다. 1첩 4폭 병풍이며, 비단에 채색되어 있다. 1980년 8월 23일에 대한민국 보물 제 668-3호로 지정되었다. 현재는 경상남도 진주시에 있는 국립진주박물관에서 보관하고 있다.
임진왜란 종결 후, 왜란 당시의 공신인 호성공신과 선무공신을 한 폭에 그림으로 배열해 놓고 있는 의궤형식을 취했으며, 나머지 세 폭에는 이들 공신의 본관, 생년, 성명 등을 기록해 놓고 있다. 조선시대 조정에서 제작한 공식 기록이라는 점에서 당시 인물들의 정확한 생년 파악에 큰 도움이 되고 있다. 기존에 1546년생으로 알려져 있었던 호성공신 3등 보국숭록대부 양평군 어의 허준은, 이 병풍의 공식 기록에 실려있는 1539년생이란 명시 덕분에 생년이 확실하게 밝혀질 수 있었다. 이 병풍은 조선시대 무신이었던 권응수의 유품과 하사품 중에서 발견된 것으로, 권응수는 무관 공신인 선무공신이었다. 인물보다는 배경이 강조된 면에서 의궤라기보다는 문인들의 회계도에 가까운 형태를 취하고 있다.